# Johannes Albarda (1761-1838)
Johannes Albarda (Ferwerd, 26 april 1761 - Bolsward, 4 april 1838) was een Nederlandse politicus en bestuurder.

## Biografie
Albarda was een lid van de patriciaatsfamilie Albarda en een zoon van advocaat mr. Jan Albarda (1712-1789) en diens tweede echtgenote Dieuke de Schiffart (1725-1812). Hij trouwde in 1783 met Mintje van der Meulen (1762-1822), dochter van de burgemeester van Harlingen, met wie hij acht kinderen kreeg, waarvan er drie jong overleden.
Albarda studeerde geneeskunde aan de Hogeschool te Franeker van 1779 tot 1785, waaraan hij in dat laatste jaar promoveerde op stellingen. Daarna werd hij arts te Harlingen. In 1800 begon zijn politieke loopbaan als lid van de Eerste Kamer van het Vertegenwoordigend Lichaam van de Bataafse Republiek (31 mei 1800 tot 17 oktober 1801), waarna hij enige maanden lid was van het departementaal bestuur van het departement Friesland was en vervolgens drostambten bekleedde van 1802 tot 1807 in Bolsward en Wonseradeel en van 1807 tot 1812 in Wonseradeel en Hennaarderadeel. Van 1812 tot 1830 was hij vrederechter van het kanton Bolsward.
- Biografisch Portaal: 01190423
- Parlement.com: vg09lltxy4yl